# Dienzl Oszkár
Dienzl Oszkár (Budapest, 1877. március 3. – Budapest, 1925. december 26.) zongorakísérő, karmester, zeneszerző.

## Életútja
Apja honvéd-számtanácsos volt. A Zeneakadémiát Hans von Koessler növendékeként végezte el.
1899. április 11-én Makó Lajoshoz szerződött a Budai Színkörbe. Mint zongorakísérő szerepelt a fővárosban, 1900-tól. 1908-tól a Zeneakadémián tanított. Az 1920-as években lokálokban szerepelt, s ezzel kiírta magát a komoly muzsikusok közül.
Kitűnő kísérő volt a zongorán, számtalan külföldi és hazai nagy művész sikerében volt része, finom, simulékony kíséretével. Mint slágerszerző is számos sikert aratott. Halála előtt készült befejezni első háromfelvonásos operettjét.
1925 karácsonyán szerelmi bánatában a kor „népszerű” mérgével, Veronállal (dietil-barbitursav) öngyilkos lett. 1928 júniusában avatták fel a Kerepesi temetőben lévő sírján Róna József alkotását.
Művei zenekari művek, zongoradarabok (Fontaine lumineuse), daljáték (Két bábu históriája), dalok (Liliomszál).

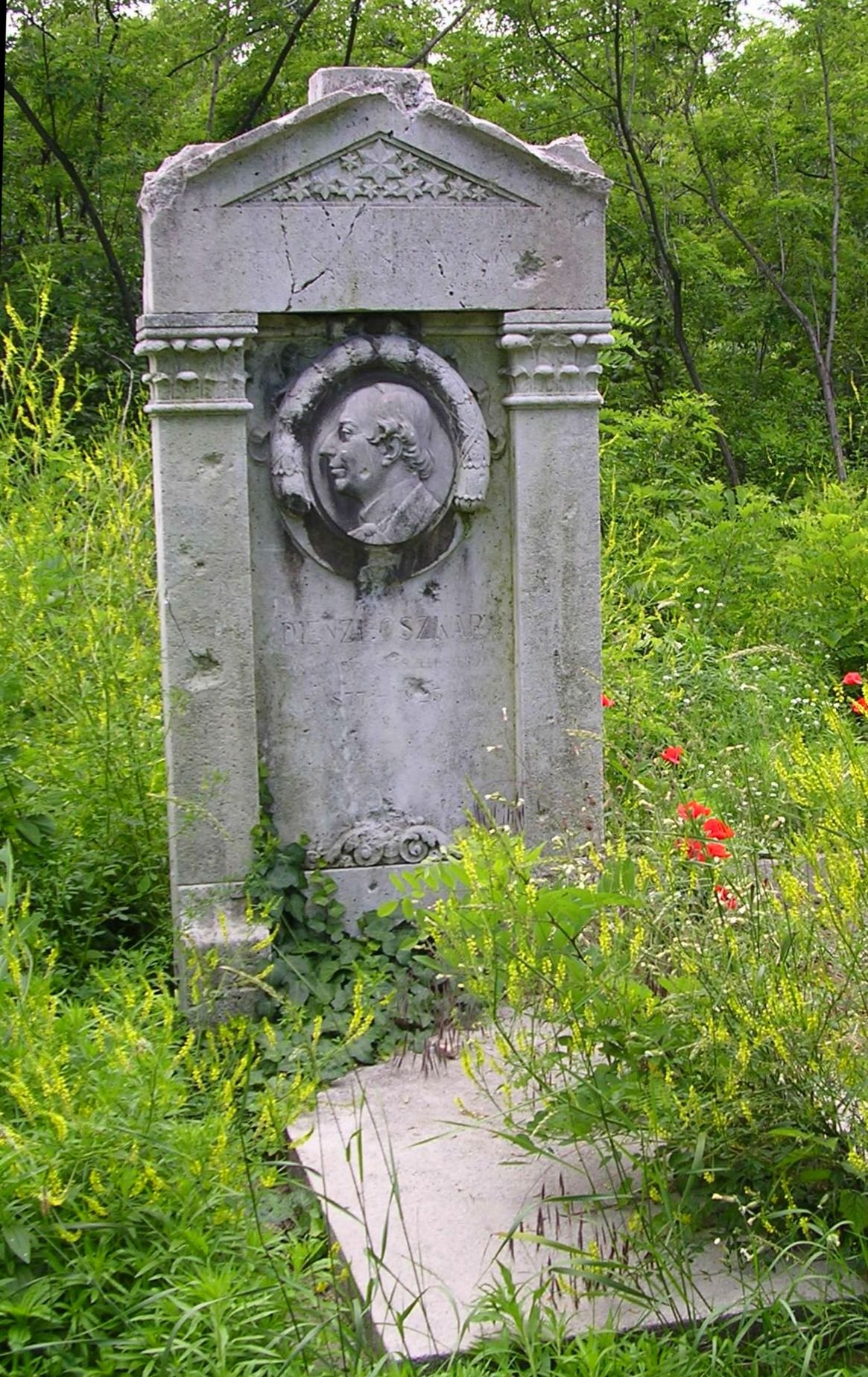
Sírja a Fiumei úti sírkertben, 2004-ben. Alkotó: Róna József.